# Kemiskt biologiskt centrum
Kemiskt biologiskt centrum (KBC) är en centrumbildning i Umeå som väver samman forskare vid Umeå universitet och Sveriges lantbruksuniversitet. 
KBC bildades i mitten av 1990-talet då Umeå universitets kemi- och fysiologihus byggdes samman med en ny byggnad, som fick namnet KBC-huset. En av ambitionerna var att stärka forskningen i gränssnittet mellan kemi och biologi. Idag samordnar KBC inte bara kemi och biologi, utan även närliggande forskning vid Umeå universitets Medicinska fakultet och Teknisk-Naturvetenskaplig fakultet, bland annat biomedicin, biokemi, ekologi, fysik och tillämpad fysik.
KBC leds av en styrelse kallad KBC-gruppen, ledd av en vetenskaplig koordinator. 